# Campeonato Mundial de Atletismo Sub-20 de 2016 - 110 m com barreiras masculino
A prova dos 110 metros com barreiras masculino do Campeonato Mundial de Atletismo Sub-20 de 2016 ocorreu entre os dias 20 e 21 de julho em Bydgoszcz, na Polônia. 

## Recordes
Antes desta competição, os recordes mundiais e do campeonato nesta prova eram os seguintes:
|     | Nome            | Nacionalidade  | Tempo | Local  | Data                |
| --- | --------------- | -------------- | ----- | ------ | ------------------- |
| WJR | Wilhem Belocian | França         | 12.99 | Eugene | 24 de julho de 2014 |
| CR  | Wilhem Belocian | França         | 12.99 | Eugene | 24 de julho de 2014 |
| WJL | Marcus Krah     | Estados Unidos | 13.25 | Clovis | 24 de junho de 2016 |

## Medalhistas
| Ouro              | Prata              | Bronze              |
| Marcus Krah (USA) | Amere Lattin (USA) | Takumu Furuya (JPN) |

## Cronograma
Todos os horários são locais (UTC+1).
| Data        | Hora  | Evento        |
| ----------- | ----- | ------------- |
| 20 de julho | 09:55 | Eliminatórias |
| 20 de julho | 18:10 | Semifinal     |
| 21 de julho | 21:00 | Final         |

## Resultados

### Eliminatórias
Qualificação: Os 3 primeiros de cada bateria (Q) e os 3 tempos mais rápidos (q). 
| Posição | Bateria | Atleta                  | Nacionalidade         | Tempo | Notas           |
| ------- | ------- | ----------------------- | --------------------- | ----- | --------------- |
| 1       | 6       | Takumu Furuya           | Japão                 | 13.40 | Q               |
| 2       | 4       | Amere Lattin            | Estados Unidos        | 13.46 | Q               |
| 3       | 7       | Marcus Krah             | Estados Unidos        | 13.48 | Q               |
| 4       | 6       | Dawid Żebrowski         | Polónia               | 13.48 | Q,              |
| 5       | 1       | Damion Thomas           | Jamaica               | 13.48 | Q               |
| 6       | 5       | Nicholas Andrews        | Austrália             | 13.56 | Q               |
| 7       | 5       | Joshuán Berrios         | Colômbia              | 13.56 | Q,              |
| 8       | 7       | Pap Demba Hiramatsu     | Japão                 | 13.59 | Q,              |
| 9       | 4       | Michael Nicholls        | Barbados              | 13.62 | Q,              |
| 10      | 2       | Juan Pablo Germain      | Chile                 | 13.62 | Q, NJR          |
| 11      | 2       | Mpho Tladi              | África do Sul         | 13.64 | Q               |
| 12      | 6       | James Weaver            | Grã-Bretanha          | 13.65 | Q               |
| 13      | 3       | Amine Bouanani          | Argélia               | 13.65 | Q, NJR          |
| 14      | 3       | Matthew Treston         | Grã-Bretanha          | 13.66 | Q               |
| 15      | 7       | Max Hrelja              | Suécia                | 13.66 | Q, NJR          |
| 16      | 7       | Rafael Henrique Pereira | Brasil                | 13.66 | q               |
| 17      | 5       | Bashiru Abdullahi       | Nigéria               | 13.72 | Q               |
| 18      | 3       | Bálint Szeles           | Hungria               | 13.72 | Q,              |
| 19      | 3       | Thabo Maganyele         | África do Sul         | 13.75 | q               |
| 20      | 4       | Dylan Caty              | França                | 13.77 | Q               |
| 21      | 6       | Yoan Villa              | Cuba                  | 13.77 | q               |
| 22      | 6       | Mohammed Sad Al-Khfaji  | Iraque                | 13.82 | NJR             |
| 23      | 2       | De'Jour Russell         | Jamaica               | 13.83 | Q               |
| 24      | 2       | Ilari Manninen          | Finlândia             | 13.85 |                 |
| 25      | 3       | Jacob McCorry           | Austrália             | 13.85 |                 |
| 26      | 6       | Tavonte Mott            | Bahamas               | 13.89 |                 |
| 27      | 4       | Henrik Hannemann        | Alemanha              | 13.89 |                 |
| 28      | 1       | Joseph Daniels          | Canadá                | 13.89 | Q               |
| 29      | 7       | Zeng Jianhang           | China                 | 13.90 | Recorde pessoal |
| 30      | 5       | Kim Gyeong-tae          | Coreia do Sul         | 13.96 | NJR             |
| 31      | 7       | Mohd Rizzua Muhammad    | Malásia               | 13.98 |                 |
| 32      | 3       | Zhang Tao               | China                 | 13.98 |                 |
| 33      | 5       | Marco Bigoni            | Itália                | 14.00 |                 |
| 34      | 6       | Nicola Cesca            | Itália                | 14.03 |                 |
| 35      | 5       | Shakeem Hall-Smith      | Bahamas               | 14.03 | Cartão amarelo  |
| 36      | 2       | Steven Marzán           | Porto Rico            | 14.04 | Recorde pessoal |
| 37      | 2       | Maymon Poulose          | Índia                 | 14.10 |                 |
| 38      | 2       | Cheung Wang Fung        | Hong Kong             | 14.11 |                 |
| 39      | 7       | Phanuwat Kwanyuen       | Tailândia             | 14.11 |                 |
| 40      | 1       | Valtteri Kalliokulju    | Finlândia             | 14.12 | Q               |
| 41      | 4       | Apisit Puanglamyai      | Tailândia             | 14.12 |                 |
| 42      | 1       | David Sklenář           | Chéquia               | 14.15 |                 |
| 43      | 4       | Jhon González           | Colômbia              | 14.17 |                 |
| 44      | 7       | Bartosz Siudek          | Polónia               | 14.28 |                 |
| 45      | 1       | Mathieu Jaquet          | Suíça                 | 14.28 |                 |
| 46      | 4       | Harun Akın              | Turquia               | 14.32 |                 |
| 47      | 1       | Alban Lefeuvre          | França                | 14.37 |                 |
| 48      | 3       | Martin Moldau           | Estónia               | 14.43 |                 |
| 49      | 7       | Ivan Khadatovich        | Bielorrússia          | 14.44 |                 |
| 50      | 5       | Itamar Fayler           | Israel                | 14.45 |                 |
| 51      | 4       | Vyacheslav Zems         | Cazaquistão           | 14.48 |                 |
| 52      | 1       | Matúš Meluš             | Eslováquia            | 14.50 |                 |
| 53      | 1       | Larry Steven Sulunga    | Tonga                 | 14.50 | NJR             |
| 54      | 2       | Samuel Cedeño           | Venezuela             | 14.68 |                 |
| 55      | 5       | Mikdat Sevler           | Turquia               | DNF   | Cartão amarelo  |
| 55      | 3       | Rokas Ickys             | Lituânia              | DSQ   | 168.7(B)        |
| 55      | 4       | Akeem Chumney           | São Cristóvão e Neves | DSQ   | 162.7           |
| 56      | 6       | Omon Precious Ojeikere  | Nigéria               | DNS   |                 |

### Semifinal
Qualificação: Os 2 primeiros de cada bateria (Q) e os 2 tempos mais rápidos (q). 
| Posição | Bateria | Atleta                  | Nacionalidade  | Tempo | Notas  |
| ------- | ------- | ----------------------- | -------------- | ----- | ------ |
| 1       | 3       | De'Jour Russell         | Jamaica        | 13.20 | Q      |
| 2       | 2       | Marcus Krah             | Estados Unidos | 13.36 | Q      |
| 3       | 3       | Amere Lattin            | Estados Unidos | 13.39 | Q      |
| 4       | 2       | James Weaver            | Grã-Bretanha   | 13.40 | Q      |
| 5       | 1       | Takumu Furuya           | Japão          | 13.41 | Q      |
| 6       | 3       | Michael Nicholls        | Barbados       | 13.42 | q,     |
| 7       | 3       | Dawid Żebrowski         | Polónia        | 13.53 | q      |
| 8       | 3       | Bashiru Abdullahi       | Nigéria        | 13.58 |        |
| 9       | 2       | Max Hrelja              | Suécia         | 13.61 | NJR    |
| 10      | 3       | Nicholas Andrews        | Austrália      | 13.68 |        |
| 11      | 1       | Matthew Treston         | Grã-Bretanha   | 13.70 | Q      |
| 12      | 1       | Juan Pablo Germain      | Chile          | 13.72 |        |
| 13      | 2       | Joshuán Berrios         | Colômbia       | 13.74 |        |
| 14      | 1       | Dylan Caty              | França         | 13.74 |        |
| 15      | 1       | Amine Bouanani          | Argélia        | 13.78 |        |
| 16      | 1       | Mpho Tladi              | África do Sul  | 13.80 |        |
| 17      | 1       | Yoan Villa              | Cuba           | 13.81 |        |
| 18      | 2       | Rafael Henrique Pereira | Brasil         | 13.85 |        |
| 19      | 2       | Valtteri Kalliokulju    | Finlândia      | 13.90 |        |
| 20      | 1       | Bálint Szeles           | Hungria        | 14.09 |        |
| 21      | 2       | Pap Demba Hiramatsu     | Japão          | 19.52 |        |
| 22      | 2       | Damion Thomas           | Jamaica        | DNF   |        |
| 22      | 3       | Joseph Daniels          | Canadá         | DNF   |        |
| 22      | 3       | Thabo Maganyele         | África do Sul  | DSQ   | R145.2 |

### Final
A prova final foi realizada no dia 21 de julho às 21:00.  
| Posição           | Raia | Atleta           | Nacionalidade  | Tempo | Notas           |
| ----------------- | ---- | ---------------- | -------------- | ----- | --------------- |
| Medalha de ouro   | 6    | Marcus Krah      | Estados Unidos | 13.25 | Recorde pessoal |
| Medalha de prata  | 4    | Amere Lattin     | Estados Unidos | 13.30 |                 |
| Medalha de bronze | 7    | Takumu Furuya    | Japão          | 13.31 | AJS             |
| 4                 | 5    | De'Jour Russell  | Jamaica        | 13.39 |                 |
| 5                 | 3    | Dawid Żebrowski  | Polónia        | 13.45 | Recorde pessoal |
| 6                 | 2    | Michael Nicholls | Barbados       | 13.45 |                 |
| 7                 | 9    | James Weaver     | Grã-Bretanha   | 13.51 |                 |
| 8                 | 9    | Matthew Treston  | Grã-Bretanha   | 13.55 |                 |

Legenda
| Recorde mundial       | Recorde mundial (World record)               |                       | Recorde africano                      | Recorde africano (African) |                                           | Q | Classificado por posição (Qualified) |
| Recorde do campeonato | Recorde do campeonato (Championship record)  | Recorde da América    | Recorde da América (Americas)         | q                          | Classificado por melhor tempo (Qualified) |   |                                      |
| Melhor marca do ano   | Melhor marca do ano (World leading)          | Recorde asiático      | Recorde asiático (Asian)              | DNS                        | Não largou (Did not start)                |   |                                      |
| Recorde nacional      | Recorde nacional (National record)           | Recorde europeu       | Recorde europeu (European)            | DNF                        | Não terminou (Did not finish)             |   |                                      |
| Recorde pessoal       | Recorde pessoal do atleta (Personal best)    | Recorde da Oceania    | Recorde da Oceania (Oceania)          | DSQ / DQ                   | Desclassificado (Disqualified)            |   |                                      |
| Recorde da temporada  | Recorde da temporada do atleta (Season best) | Recorde sul-americano | Recorde sul-americano (South America) | NM                         | Sem marca (No mark)                       |   |                                      |